# Naditec tamarugo

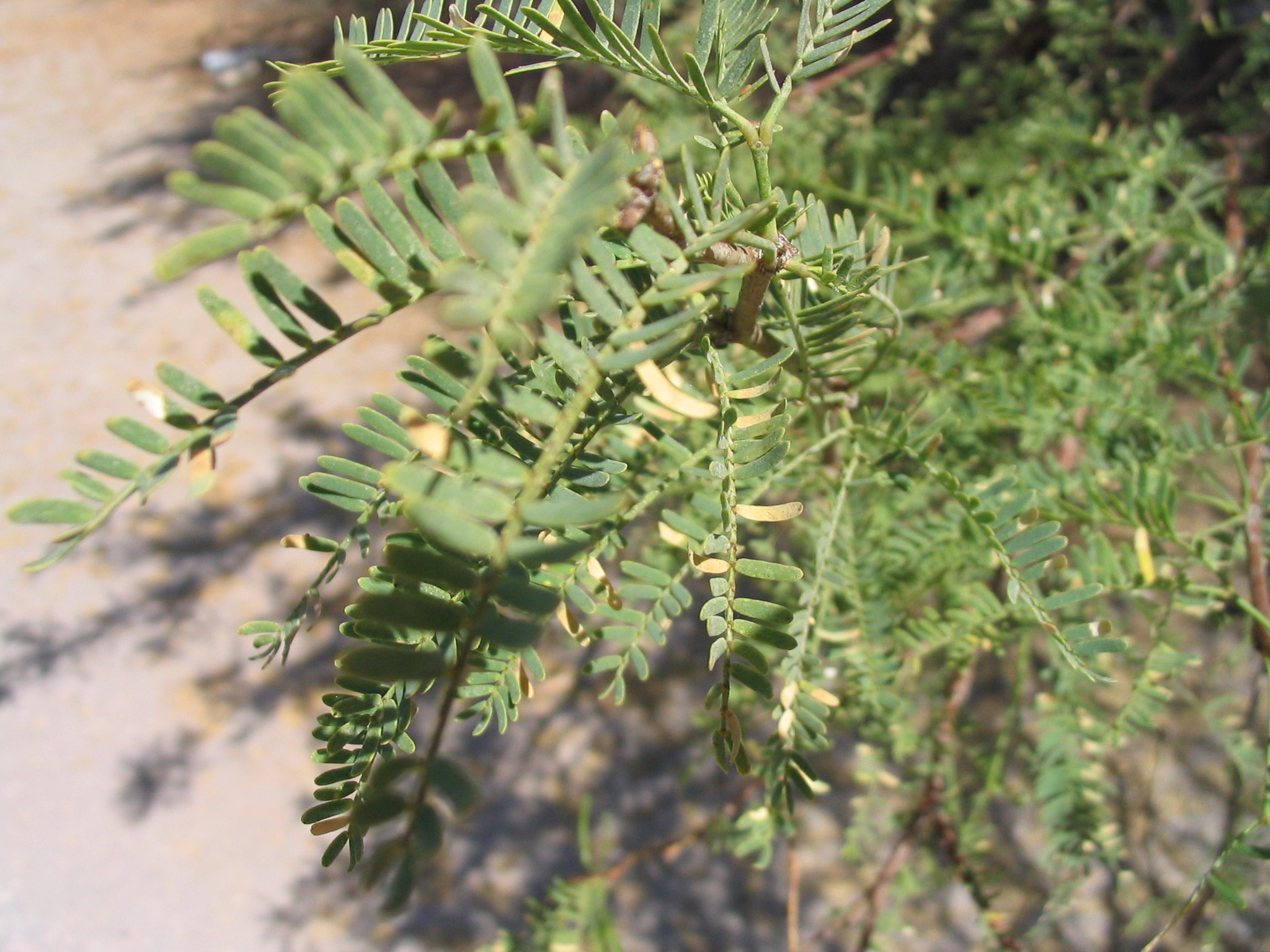
Listy

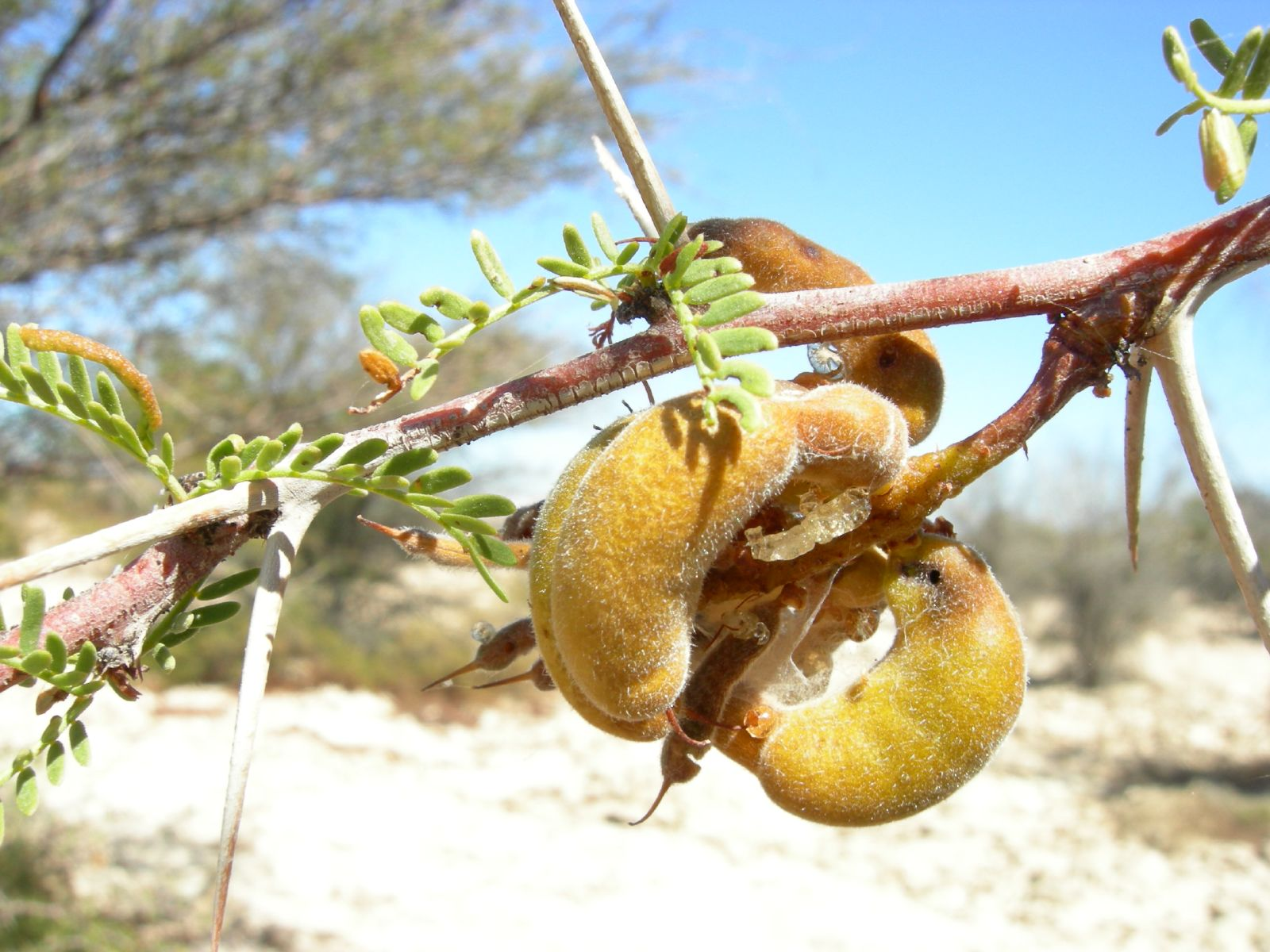
Plody

Naditec tamarugo (Prosopis tamarugo) je opadavý, suchu odolný strom pocházející z Jižní Ameriky, z oblasti chilské pouště Atacama.
Tento chilský endemit je původní druh v severním regionu Tarapacá. Pochází z rozsáhlé pouštní náhorní planiny Pampa del Tamarugal (odtud i jeho druhové jméno tamarugo), která se nalézá v průměrné výšce okolo 900 m n. m., mezi nížinným pobřežním pásmem a pohořím Andy. Oblast se rozkládá se mezi 19° 33' až 21° 50' jižní zeměpisné šířky, je asi 300 km dlouhá a 40 km široká. Mimo tohoto území jsou stromy řídce rozeseté také v nízkých nadmořských výškách v hlubokých údolích nebo v pobřežních oblastech s částečným vlivem slané mořské vody.
V 19. století byly lesy na těchto místech pro nedostatek dřeva na topení vymýceny a naditec tamarugo málem vyhynul. Až v polovině 20. století začal být chráněn, roku 1960 byl vybrán jako strom nejlépe vyhovující pro obnovu vegetace v této polopouštní až pouštní krajině a započalo se s jeho výsadbou, která v oblasti průběžně pokračuje. Proto byl organizací IUCN vyhodnocen již pouze jako druh téměř ohrožený (NT).

## Ekologie
Tento halofyt roste v pouštním klimatu se širokou tepelnou oscilací mezi nocí a dnem, s extrémně vysokými letními denními teplotami a jejich prudkými nočními poklesy. Prostředí je charakterizováno nízkou denní vlhkostí, intenzivním slunečním zářením a průměrnou roční teplotou 12 až 20 °C. Roční srážky, od 10 do 50 mm, jsou koncentrovány do zimního období. Doba bez deště trvá osm až dvanáct měsíců, v některých létech nepřijdou srážky vůbec. Vyskytuje se tam však radiační mlha přicházející od Tichého oceánu. Dřevina nesnáší chladné podnebí se sněhem, ale při ojedinělé ranní námraze toleruje krátkodobý pokles teploty až k -5 °C. Větrnou erozí vzniklá půda o průměrné hodnotě pH 6,8 až 8,0 mívá do hloubky 10 až 40 cm zasolenou vrstvu o slanosti dosahující k 10 ‰. Tato povrchová solná krusta je důsledek neexistence tekoucí povrchové vody, která by odplavovala sůl dostávající se na povrch dlouhodobým vzlínáním a vypařováním tvrdé podzemní vody, která se nachází v podzemních jezerech obvykle v hloubce 5 až 20 m.
Přes tyto krajně nepříznivé podmínky zakořeněný strom nejlépe roste na plném slunci, na plochách nebo svazích obrácených k severu ( na severní polokouli k jihu). Listy svedou upravit své postavení vůči slunci tak, aby se snížilo jejich přímé ozáření a zamezilo fotoinhibicí fotosyntézy, buňky pulvinusu řapíku se na jedné straně osmoticky nafouknou a na opačné straně smrští.
Roste v oblastech, kde celoroční zdroje povrchové vody fakticky neexistují a podzemní voda je jediným zdrojem pitné vody pro obyvatelstvo a technické vody využívané v zemědělských a průmyslových podnicích. Je považován za dřevinu, na kterou má podzemní voda jen omezený vliv. Při noční relativní vzdušné vlhkosti přes 90 %, pohlcuje průduchy listů vzdušnou vlhkost a přenáší ji do kořenového systému, odkud ji zpětně resorbuje s živinami z půdy. Stromy rostoucí v lese pohlcují i vlhkost odpařovanou ostatními stromy, osamoceně stojící jen vlhkost z mlhy. Vyskytuje se občas na místech, kde je spodní voda v hloubce blízké k 20 m, to již vede k omezení jeho růstu a případnému ohrožení další existence. Nadměrný nedostatek vody se projevuje nestejnoměrným přírůstkem nových výhonků, který způsobuje nepravidelnou stromovou korunu. Ploidie druhu je 2n = 28.

## Popis
Naditec tamarugo je opadavý strom dorůstající do výše až 18 m a jeho šupinatý, tmavě šedý kmen dosahuje tloušťky k 80 cm. Hlavní kořen dosahující do hloubky až 6 m je obklopen hustou rohoží postranních kořenů sahajících za obvod koruny. Zpeřené listy mají 10 až 15 párů oddálených, tuhých lístků, které jsou dlouhé 4 až 8 mm, čárkovité, na koncích tupé a mají zpeřenou žilnatinu.
Téměř přisedlé, zlatožluté, oboupohlavné květy vyrůstají v úžlabních klasech 30 až 65 mm dlouhých. Zvonkovitý, pětilaločný kalich je pouze 1,5 mm velký a žlutá koruna má pět čárkovitých lístků 5 mm dlouhých. Pět volných tyčinek nese z květu vyniklé eliptické prašníky, stopkatý semeník s mnoha vajíčky je zakončen nitkovitou čnělkou s drobnou bliznou. Květy opylují místní včely druhu Centris mixta nebo importované včely medonosné.
Plody jsou nepukavé, srpovitě až prstencovitě zakřivené lusky slámově žluté barvy. Jsou kožovité, nafouklé, dlouhé 20 až 35 mm a tlusté 7 až 10 mm. Obsahují šest až osm hnědých, vejčitých, 4 mm velkých semen obalených v hnědé, jedlé buničině. Pro lidi škodlivé saponiny se nacházejí pouze v zelených luscích a nezralých semenech.

## Význam
Stromy jsou s úspěchem vysazovány v jedné z nejvíce nehostinných oblastí světa, na okraji pouště Atacama, kde uměle vytvořené plantáže s úspěchem rostou a vrací tak poušť do agroekosystému. Plody i opadané listy, příležitostně také mladé výhonky, jsou v období sucha vítaným krmivem pro kozy a ovce, řídce i pro krávy. Z pokácených starých stromů se využívá kvalitní dřevo, které je těžké, trvanlivé, tvrdé, obtížně opracovatelné a obvykle se využívá na výrobu kvalitního nábytku, větve jsou vhodným palivovým dřívím. Kmeny také slouží jako řezivo pro stavby a vyrábí se z nich kvalitní dřevěné uhlí. Tyto stromy rostou sice pomalu, ale jsou jedinou možností v produktivním využití okrajů pouští. Po dobrých zkušenostech jsou vysazovány také ve Španělsku a na solných pouštích Argentiny a Indie.
Do věku šesti let je strom neproduktivní, nemá plody a jeho listů je minimum. Desetiletý již vyprodukuje asi 20 kg krmiva, dvacetiletý 70 kg a plně dospělý za dobrých podmínek až 160 kg. Kvalita této píce není s ohledem na nízký obsah bílkovin příliš vydatná, používá se hlavně pro překlenutí největšího období sucha, jinak se doporučuje se ještě doplňkové krmení otrubami a vojtěškou.

## Rozmnožování
Naditec tamarugo se uměle rozmnožuje semeny, která se pro urychlení klíčení skarifikují a na 24 hodin namáčejí do vody. Mohou se také množit řízky sázenými do vermikulitu při teplotě 34 °C. Při třech až pěti měsících se semenáče o výšce asi 10 cm se vysazují na stanoviště ve sponu 10 až 15 m, má-li stromy sloužit hlavně pro dřevo sázejí se hustěji, na krmivo (listy a lusky) se vysazují řidčeji. Díra, hluboká pod úroveň solné krusty, se vespod vyplní guánem a výše dobrou zeminou, stromek se po usazení dobře zalije. Po třech týdnech se kontroluje a zalévá do doby, než začnou přirůstat nové výhonky; přemrštěná vlhkost může vyvolat napadení houbovými chorobami. Kořeny stromů žijí v symbióze s půdními bakteriemi, které jímají vzdušný dusík a zásobují jím stromy, což má na půdách chudých na živiny velký význam.